# Municipio de Chimalhuacán
El municipio de Chimalhuacán (pronunciaciónⓘ) es uno de los 125 municipios del Estado de México. Se ubica en la zona oriente del mismo y es parte de la  Zona metropolitana del Valle de México. Limita al norte con el municipio de Texcoco; al este con Chicoloapan; al sur con Municipio de La Paz y al oeste con la ciudad Nezahualcóyotl. Su territorio abarca 44.69 km{\displaystyle ^{2}}.
De acuerdo con datos del Instituto Nacional de Estadística y Geografía (INEGI) del año 2020, Chimalhuacán es uno de los municipios más poblados del Estado de México con una población total de  705,193 habitantes, colocándose solo detrás del municipio de Ecatepec de Morelos y Ciudad Nezahualcóyotl.

## Toponimia y jeroglífico
Etimológicamente Chimalhuacán es un término de origen náhuatl, deriva de las palabras Chimalli que significa “Escudo o rodela”; Hua, "partícula posesiva" y can que es “lugar”, de forma literal significa: “Lugar de los que tienen escudos".
Por otro lado, en la época colonial, se le agregó Atenco con la finalidad de diferenciarlo de otro municipio llamado Chimalhuacán que pertenecía a la jurisdicción de  Chalco. 
Este término también es de origen náhuatl, producto de la combinación del término Atl, que significa "agua"; Tentli que es "labio" y Co que expresa "lugar en",  "lugar a la orilla del agua".
Finalmente el nombre completo de Chimalhuacán Atenco significa:
"Lugar a la orilla del agua, donde están los poseedores de escudos".
El cerro de Chimalhuachi, ha tenido desde siempre gran importancia en la vida del pueblo, su nombre y escudo provienen de esta significativa y curiosa elevación. 
El jeroglífico adoptado por el municipio de Chimalhuacán está basado principalmente en el Mapa Quinatzin. Simboliza principalmente al cerro "Chimalhuachi" como centro más distintivo dentro de la alcaldía, en su base se encuentra la falda del cerro, mientras que en la parte superior sostiene un escudo.

## Historia
Chimalhuacán Atenco es uno de los lugares más antiguos de México. 
Los restos humanos descubiertos en la colonia Embarcadero, en marzo de 2017, y exhibidos luego en el museo de la zona arqueológica "Los Pochotes" pertenecen al Pleistoceno, es decir, al período cuaternario de la era del Cenozoico, que culminó hace 10 mil años. En esa era, el gran lago de Texcoco bañaba parte del suroeste del Valle de México y era parte de la gran cuenca lacustre con los lagos de Zumpango, Xaltocan, Chalco y Xochimilco, hasta que comenzó a ser desecado en la época del virrey Velasco y se secó finalmente durante el gobierno de Miguel Alemán Valdés (1952). Los restos del hombre de Chimalhuacán son muestra de la antigüedad en la ocupación humana en esta zona.[cita requerida]

### Época Prehispánica
El municipio de Chimalhuacán aparece mencionado en varias ocasiones dentro de la historia de los pueblos chichimecas. 
Uno de los últimos grupos de esta etnia se llamaban acolhuas, los cuales fueron bien recibidos dentro de la comunidad cercana al Valle de México. Con la ayuda de ellos, se lograron fundar Coyoacán, Texcoco, Tlaxcala y otros.
En el año 1259, se fundó Chimalhuacán en manos del señorío de los tres jefes hermanos: Huaxómatl, Chalchuitlatonac y Tlatzcatecuhtli, procedentes de Texcoco, señorío dirigido por los alcohuas. 
Los primeros asentamientos se ubicaron en "el tepalcate", que se encontraba a las orillas del lago de Texcoco. Posteriormente, debido a las lluvias, este sitio se inundó y las condiciones obligaron a los habitantes del municipio trasladarse a las orillas del cerro Chimalhuachi.
Según el Instituto Nacional para el Federalismo y el Desarrollo Municipal (INAFED), en el año 1431, Chimalhuacán formó parte de los 15 señoríos que pertenecieron al Reino Alcolhua (Texcoco).
Durante el auge de esta unión, la población del municipio desarrolló una variedad de actividades, una de ellas fue la artesanía de cantería, que consiste en la talla de piedras para la creación de construcciones artísticas. Dicha actividad en la actualidad es representativa del municipio.
Después de la unión con el reino alcolhua, Chimalhuacán se involucró en algunos sucesos importantes de la historia de México.   
Formó parte de la Triple Alianza conformada por los señoríos de Texcoco, Tenochtitlán y Tacuba.  
Otros sucesos importantes en este periodo fueron: la coronación de Nezahuacóyotl como Rey de Texcoco, y también se reconoce la estancia de Moctezuma Ilhuicamina en dos ocasiones, a causa de la cercanía que existía entre el lago de Texcoco y México-Tenochtitlán.

### Época Colonial
Después de la conquista de México, gran parte de la población del centro, no aceptó vivir conjuntamente donde se habían asentado los conquistadores.
Chimalhuacán se reconoció por ser uno de los sitios donde existían más indígenas, así que se organizó como República de Indios según las leyes de Indias bajo las órdenes de la Corona Española. 
De acuerdo a estas leyes, tanto españoles e indios estuvieron bajo el mando de mismos funcionarios. A la vez cada pueblo interno era gobernado por cabildos independientes. En dicha república la autoridad máxima eran indígenas, quienes representaban la figura máxima de este sistema recaía en un gobernador y dos alcaldes.
Hacia 1528 ya existía la doctrina dominica de San Vicente Ferrer, Chimalhuacán y para 1559 ya se había construido un pequeño convento.

### Independencia de México (1810)
Aunque la conquista dentro de Chimalhuacán transcurrió con mucha tranquilidad, la cercanía con el municipio de Texcoco refiere a una posible incorporación a la lucha popular. 

### El nuevo orden mexicano
Al concluir la Independencia de México y haber logrado obtener la soberanía, el congreso se tuvo que plantear la idea de la formulación de la redacción de un proyecto constitucional, así que el día 17 de junio de 1823 se convocó a la elección de un nuevo Congreso Constituyente, lográndose instaurar en noviembre y finalmente el 31 de enero se promulgó la nueva Constitución de 1824 en la cual se consideró al Estado de México como un estado integrante de la nación con la finalidad de poder organizar y estructurar al país. De igual forma se erigió Chimalhuacán como municipio.
Posteriormente el 14 de febrero de 1827 en Texcoco se creó la primera Constitución del Estado de México.
En el año 1842, Chimalhuacán se erigió como municipio durante el centralismo. 
De acuerdo con Alonso (1981) en algunos documentos del Estado, es muy obvia la participación del municipio con la guerra de reforma,  en 1858 se resguardó al Lic. Benito Juárez, en su fuga después del Plan de Tacubaya. Debido a la persecución a la que se vio sometido Juárez por órdenes del General Zuloaga, la única forma que tuvo para poder salir de la capital con rumbo hacia Querétaro, fue por Chimalhuacán donde permaneció todo el día 12 de enero de 1858, además en este municipio se le reconoció como el único presidente del país. Años después en 1862, Benito Juárez  declaró en favor de Chimalhuacán la propiedad de algunos terrenos que se adjudicaban por apropiación.
En el año 1875, con parte del territorio del municipio de Chimalhuacán se creó el  Municipio de La Paz y Chicoloapan.

### Porfiriato
Durante el período del Porfiriato, Chimalhuacán era uno de los municipios que se encontraban profundamente afectados. La mayoría de su población era analfabeta, por lo tanto no existieron personajes que sirvieran para fomentar un pensamiento crítico ante la situación. Los sueldos de los trabajadores eran malos, en las haciendas se les trataba como esclavos  y la existencia de la tienda de raya también afectaba a los trabajadores. 

### Revolución Mexicana 1910
Ante los rumores de las intenciones de Francisco I. Madero, en Chimalhuacán la población tomó conciencia de la importancia sobre lo que planteaba: "acabar con el Porfiriato", fue así como dentro del municipio los trabajadores comenzaron a organizar comitivas para poder entablar diálogos con Emiliano Zapata, caudillo al cual, muchos jóvenes de Chimalhuacán siguieron. Al terminar el movimiento armado de la Revolución Mexicana, las condiciones para el municipio fue el padecimiento de hambruna por falta de muchos alimentos dañados por la guerra.

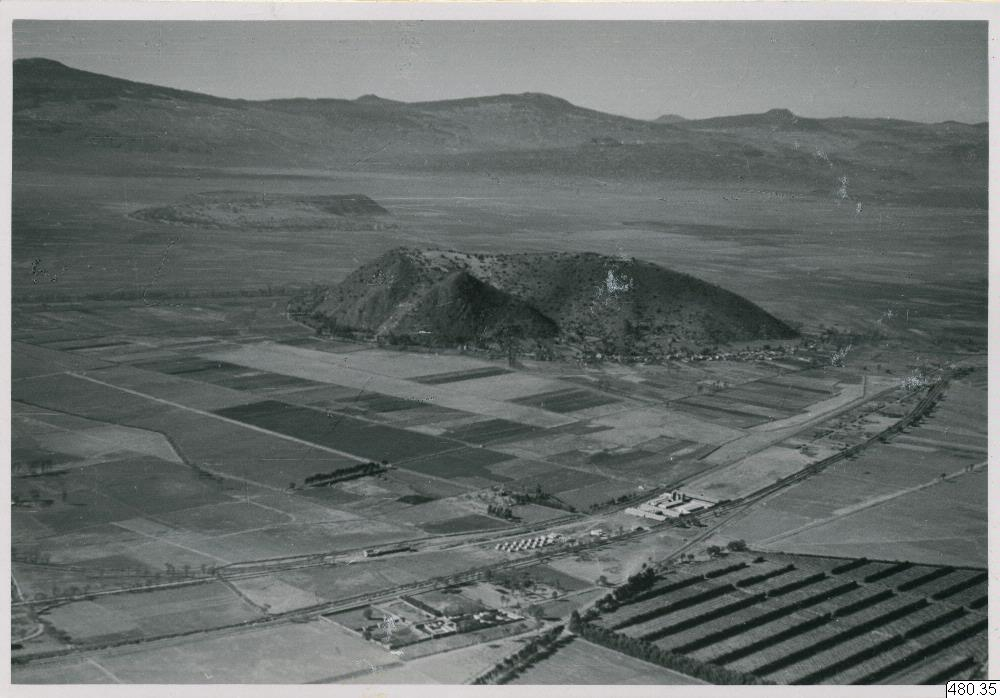
Cerro El Chimalhuache (Chimalhuacán), fotografía aérea tomada por el ingeniero Ola Apenas en los años 40. Se observa la antigua carretera a Puebla y la hoy calzada Ermita - Iztapalapa.

### Época actual y división del territorio
Algunos acontecimientos importantes dentro del municipio al finalizar la Revolución Mexicana fueron los siguientes: 
En el año 1922, se donaron al pueblo algunos terrenos ejidales, en el año de 1949 se dio un auge de los agricultores. 
En 1952 el lago de Texcoco se secó y con ello, la agricultura se vio afectada, es en este punto donde varios de los habitantes del municipio se vio obligado a buscar trabajo en la Ciudad de México.
Chimalhuacán fue un municipio reducido de forma dolosa, perdió Tecamachalco, La Magdalena Atlipac, San Sebastián Chimalpa, y en el año 1963 por órdenes del Gobierno del Estado de México, perdió la jurisdicción de Nezahualcóyotl.
Pantitlán y toda la zona que conforman las colonias del municipio de Nezahualcóyotl eran propiedad del municipio de Chimalhuacán. Como consecuencia de un decreto formulado por la Gaceta del Gobierno, el día 20 de abril de 1963 se creó el municipio de Nezahualcóyotl, afectando a Chimalhuacán que perdía más de la mitad de su territorio.

### Primera universidad pública federal
El pasado 27 de Mayo se publica la gaceta oficial una nueva sede de la Universidad Nacional Rosario Castellanos del mismo nombre del municipio en los próximos meses se ubicará la nueva universidad. 

## Geografía y política
Chimalhuacán tiene una población de 705,193 habitantes según datos del Instituto Nacional de Estadística y Geografía (INEGI).
De los 705,193 habitantes de Chimalhuacán, 360,622 son mujeres y 344,571 son hombres.
En el año 2000 se llevó a cabo un enfrentamiento armado entre la organización de pueblos y colonias (OPC) dirigidos por Guadalupe Buendía, alias "La Loba", y el movimiento Antorchista liderado por Jesús Tolentino Roman Bojórquez, (siendo ambas organizaciones priistas que se disputaban el control político de la zona), en el caso de antorcha recibieron el apoyo de parte de Raúl Salinas de Gortari para controlar la zona. El acontecimiento simplemente concluyó con el cambio del cacique político, se registró la muerte de 9 personas, sin embargo la población y analistas mencionan un saldo de más de 20 personas; siendo en su mayoría "acarreados" de ambas organizaciones y la aprensión de "La Loba" y su condena a 50 años de prisión.
En el periodo 2009-2012 el presidente municipal electo es Jesús Tolentino Roman Bojórquez y como suplente Rosalba Pineda Ramírez. 
Para el periodo 2013-2015 se eligió al Ing. Telesforo García Carreón, quien tomó el cargo a partir de comienzos de 2013. Su gobierno se caracterizó principalmente por la inauguración de la monumental escultura Guerrero Chimalli.
La Ingeniera Rosalba Pineda Ramírez tomó cargo de la presidencia de Chimalhuacán del periodo 2016-2018 siendo la primera mujer gobernadora del municipio. 
La candidata Xochitl Flores Jiménez tomó cargo de la presidencia para el periodo 2022-2024 siendo la segunda mujer gobernadora del municipio.

## Presidentes municipales
| Presidente municipal                          | Periodo de gobierno | Partido político |
| --------------------------------------------- | ------------------- | ---------------- |
| Antonio Martínez                              | 1940 - 1941         |                  |
| Martiniano Constantino                        | 1942 - 1943         |                  |
| Luis Martínez                                 | 1944 - 1945         |                  |
| Hilario Valencia                              | 1946 - 1948         |                  |
| Epigmenio Valverde                            | 1949 - 1951         |                  |
| Javier Delgado                                | 1952 - 1954         |                  |
| Tomás Alonso Martínez (Sustituto)             | 1954                |                  |
| Luis Martínez Jiménez                         | 1955 - 1957         |                  |
| Elíseo Valverde                               | 1958 - 1960         |                  |
| Salvador Izquierdo Castañeda                  | 1961 - 1963         |                  |
| Rafael Valverde Valentino (Sustituto)         | 1963                |                  |
| Álvaro Rico Sánchez                           | 1964 - 1967         |                  |
| Crescencio Neyra                              | 1967 - 1969         |                  |
| Jorge Martínez Olivares (Sustituto)           | 1969                |                  |
| Pedro González Reynoso                        | 1970 - 1975         |                  |
| Eduardo Avendaño Díaz                         | 1975 - 1981         |                  |
| Eladio Javier Martínez Galicia                | 1982 - 1984         |                  |
| José Corona González                          | 1985 - 1987         |                  |
| Martín Carlos Pabello Jiménez                 | 1988 - 1990         |                  |
| Susano González Castro                        | 1991 - 1993         |                  |
| Guillermo Villa Calleja (Sustituto)           | 1993                |                  |
| Enrique Suárez Pacheco                        | 1994 - 1996         |                  |
| Carlos Cornejo Torres                         | 1997 - 2000         |                  |
| Benjamin González Ríos (Sustituto)            | 2000                |                  |
| Jesús Tolentino Román Bojórquez               | 2000 - 2003         |                  |
| Martin Lugo Jaramillo (Sustituto)             | 2003                |                  |
| Miguel Ángel Casique Pérez                    | 2003 - 2006         |                  |
| Marco Antonio Lázaro Cano                     | 2006 - 2009         |                  |
| Jesús Tolentino Román Bojórquez               | 2009 - 2012         |                  |
| Rosalba Pineda Ramírez (Sustituta)            | 2012                |                  |
| Telésforo García Carreón                      | 2013 - 2015         |                  |
| Sergio Díaz Espinoza (Sustituto)              | 2015                |                  |
| Rosalba Pineda Ramírez                        | 2016 - 2018         |                  |
| César Álvaro Ramírez (Sustituto)              | 2018                |                  |
| Jesús Tolentino Román Bojórquez               | 2019-2021           |                  |
| Saúl Torres Bautista (Encargado del despacho) | 2021                |                  |
| Xóchitl Flores Jiménez                        | 2022-2024           |                  |

## Clima
El clima del municipio está clasificado como predominantemente semiseco-templado (96.6%), con veranos frescos y lluviosos; en invierno se registra el 5% de lluvias y heladas en los meses de noviembre a febrero. La temperatura media anual es de 15.8 °C, con máximas de 34 °C en el mes más cálido (mayo) y mínimas de 4 °C en el mes más frío (enero). Las temperaturas extremas entre 1981 y 1990 en el Municipio de Chimalhuacán, nos muestran que el año más caluroso fue 1982 y el año más frío fue 1990. La precipitación pluvial media anual es de 700 mm; por otra parte, el promedio de precipitación anual registrado en el centro de Chimalhuacán en un periodo de 13 años es de 623.30 mm. El grueso de las lluvias que se presentan en el municipio (83.05%), se da en los meses de junio a octubre, destacando junio, julio y agosto como los de mayor precipitación pluvial; las máximas registradas varían de 121.20 mm a 134.00 mm.

## Servicios públicos

### Servicios públicos
1. Agua potable: La provisión de agua potable es administrada por el Organismo de Agua Potable, Alcantarillado y Saneamiento de Chimalhuacán (OAPAS). Este organismo se encarga de asegurar el suministro de agua a los residentes y gestionar el sistema de alcantarillado y saneamiento.
2. Electricidad: La Comisión Federal de Electricidad (CFE) es la encargada de proporcionar el suministro de electricidad en la región. Los residentes de Chimalhuacán reciben electricidad de esta entidad.
3. Recolección de basura: El gobierno municipal se encarga de la recolección de basura y la disposición adecuada de los desechos sólidos. Los camiones de basura operan en todo el municipio para mantener limpias las calles y vecindarios.
4. Transporte público: Chimalhuacán está conectado con la Ciudad de México y otras áreas circundantes a través de una red de transporte público que incluye autobuses y microbuses, así como el Mexibús L3. Con acceso a la red de transporte de la Ciudad de México para desplazamientos más extensos.

### Seguridad pública
1. Policía Municipal: Chimalhuacán cuenta con una fuerza de policía municipal encargada de mantener el orden público, prevenir el delito y responder a emergencias locales.
2. Policía Estatal y Guardia Nacional: Además de la policía municipal, la seguridad pública en Chimalhuacán también se ve reforzada por la presencia de la Policía Estatal y la Guardia Nacional, que colaboran en la prevención y combate de la delincuencia.
3. Bomberos y protección civil: Chimalhuacán cuenta con servicios de bomberos y protección civil para responder a situaciones de emergencia, como incendios y desastres naturales.
4. Justicia y ministerio público: La procuración de justicia está a cargo de la Fiscalía General de Justicia del Estado de México (FGJEM), que investiga y combate el delito en el municipio.

Es importante tener en cuenta que la calidad y eficiencia de los servicios públicos y la seguridad pública pueden variar a lo largo del tiempo y en función de las administraciones gubernamentales locales. Los ciudadanos suelen tener la posibilidad de reportar problemas o preocupaciones relacionadas con estos servicios a las autoridades municipales para su atención y resolución.
Debido a la alta incidencia de violencia de género desde 2015 la Secretaría de Gobernación de México declaró Alerta de Violencia de Género contra las Mujeres en este municipio.

## Arqueología
Tras el hallazgo del «Hombre de Chimalhuacán» en 1984, esta zona es considerada como una de las cunas del hombre mesoamericano, cuyos restos tienen una antigüedad aproximada de unos 12 000 años. El glifo aparece en el Códice Quinatzin, simbolizando una rodela o escudo sobre un cerro, teniendo como interpretación alterna el nombre Chimalltepetl = "Cerro de los escudos" o "Sitio de los escudos"; con gran probabilidad refiriéndose al cerro "Chimalhuache", elevación montañosa que se ubica dentro del municipio y en la cual se asienta el núcleo central del pueblo.
En la época prehispánica estuvo bajo el dominio de Texcoco y posteriormente de México-Tenochtitlán, hasta la llegada de los españoles.
En Chimalhuacán hay vestigios arquitectónicos del Posclásico Tardío (1200–1521 d. C.) de la región Valle de México; estos se ubican en la zona arqueológica "Los Pochotes". (f1.1)

## Religión
La religión que predomina es la religión católica, con un porcentaje en la población del 71.8% (462,959 creyentes) de acuerdo con el censo 2020 realizado por el INEGI, añadido a esto, la población no católica (que comprende a: Iglesia Católica ortodoxa, Protestante, Cristiano evangélico, Judía, Islámica, Origen oriental, New Age y Escuelas esotéricas, Raíces étnicas, Raíces afro, Espiritualista, Cultos Populares, Otros movimientos religiosos y Sin adscripción religiosa); son 127,709 personas.
En el corazón de Chimalhuacán está ubicado el templo de Santo Domingo, una obra arquitectónica construida en cantera y piedra. Esta obra tiene más de cinco siglos de haberse construido. Sin embargo el municipio cuenta con diversas iglesias y capillas.

## Tradiciones
Dentro del municipio de Chimalhuacán, existen muchos artesanos dedicados y expertos en el tallado de piedra; anteriormente, entre las calles y en la plaza se escuchaba el repique de las piedras. Era una tradición que se enseñaba de generación a generación. En la actualidad, es menor la población que se dedica al tallado de piedra, pero sobre sale la iglesia de Santa María de Guadalupe que es adornada por estos artesanos. En reconocimiento a la importancia cultural que tiene el tallado de piedra, el municipio realizó una escuela, donde los artesanos apoyan a todo aquel que quiera preservar esta hermosa tradición.
También es de gran relevancia la fiesta del Rosario, en la cabecera municipal, que se celebra el 7 de octubre en honor de la Virgen del Rosario por ser la patrona del pueblo, todos los barrios participan en los festejos y aún se cuenta con la presencia de feligreses de Iztapalapa quienes vienen a ofrecer sus saludos a la Virgen. Esta celebración tiene una duración de tres semanas.
Procedente de la época colonial se celebra, el 4 de agosto, la fiesta en honor al patrono de la parroquia también en la cabecera, Santo Domingo de Guzmán.
Existe una historia importante contada por los ancianos del municipio, de una sirena, quien era la proveedora de las riquezas y la abundancia del agua y peces, y ésta al irse se fue desecando el lago llevándose la cultura lacustre del lugar.

Una de las tradiciones más coloridas es el jueves de Corpus, todos los barrios antiguos participan adornando las calles por donde pasa la procesión religiosa, comenzando por el barrio de San Agustín hasta llegar a la cabecera municipal, los principales adornos son: el papel picado, cuadros vivientes de la pasión de Cristo y los más vistosos tapetes de aserrín multicolor, la celebración comienza como a las 5 de la tarde y termina ya pasada la media noche, a lo largo del camino se pueden encontrar con cualquier tipo de antojitos mexicanos y es una fiesta muy familiar, el recorrido es por la avenida principal por lo que se tiene que buscar un lugar para estacionarse.
Creencia popular

En el Municipio de Chimalhuacán es una tradición la realización de eventos como la Feria de la Piedra y la Feria de la Aceituna.

### Traje y gastronomía típicos
La vestimenta que caracteriza la cultura de Chimalhuacán. Se completa con una máscara de cera; las cejas, bigote y barba se confeccionan con pelo de caballo. El bordado de los trajes y las máscaras se realizan desde hace varias décadas con técnicas artesanales de este municipio.
Algunos de los platillos típicos más representativos son los tamales de pescado y verdes, el pollo a la basura, frijoles y elote, pato en mole y ancas de rana en salsa verde, dentro de los postres están los burritos y el ate de membrillo.
También se destacan el mole rojo, ahuautle, teneca envuelta, mixmole de pescado o acocil, carpa, pinole, frijoles quebrados, conejo con chile macho, chilaquiles en molcajete, nopales pobres, conservas de tejocote, chabacano, dulce de tejocote y calabaza, barbacoa de borrego, pollo y res, carnitas y pulque. Se realizan la feria artesanal y cultural que se llevará a cabo en el recinto ferial del 5 al 20 de mayo (regularmente puede cambiar días antes mes de abril) Se ha contado con la participación de artistas reconocidos como lo son Los Tigres del Norte, Reyli Barba, Río Roma, Yuri, Pandora, La Sonora Dinamita de Lucho Argain, Grupo Niche y muchos más. De igual manera se realiza la Feria de la Aceituna desde hace 5 años en la plaza Xochiaca el primer fin de semana de diciembre. Exposiciones gastronómicas, culturales representativas del municipio.

## Estatua monumental Guerrero Chimalli

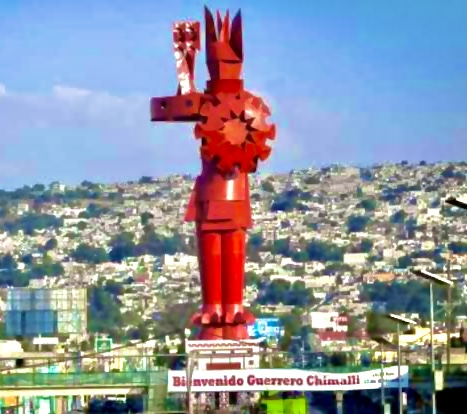
Fotografía de escultura del Guerrero Chimalli by Sebastián;

El 13 de diciembre de 2014 fue develada la monumental estatua Guerrero Chimalli ubicada en el camellón de la Avenida Bordo de Xochiaca entre el Canal Río La Compañía y la Plaza Tlacaelel. Fue hecha por Enrique Carbajal «Sebastián» para el municipio. La monumental escultura mide 60 metros de alto, 600 toneladas de peso, está pintada de color rojo y está erigida sobre una base que sirve como museo donde se muestra la historia de la creación de la estatua. 
Uno de los elementos más representativos de la obra es el escudo, hace referencia directa al significado del nombre del municipio.

## Transporte
La línea de autobuses México los reyes Chimalhuacán y anexas  es el transporte más antiguo dando servicio desde 1900 y registrada en 1913  y que aún brinda servicio en el centro y partes altas como ejidos de Chimalhuacán saliendo del paradero de Zaragoza.
Anteriormente recorría rutas de Veracruz, Texcoco y Chicoloapan. 

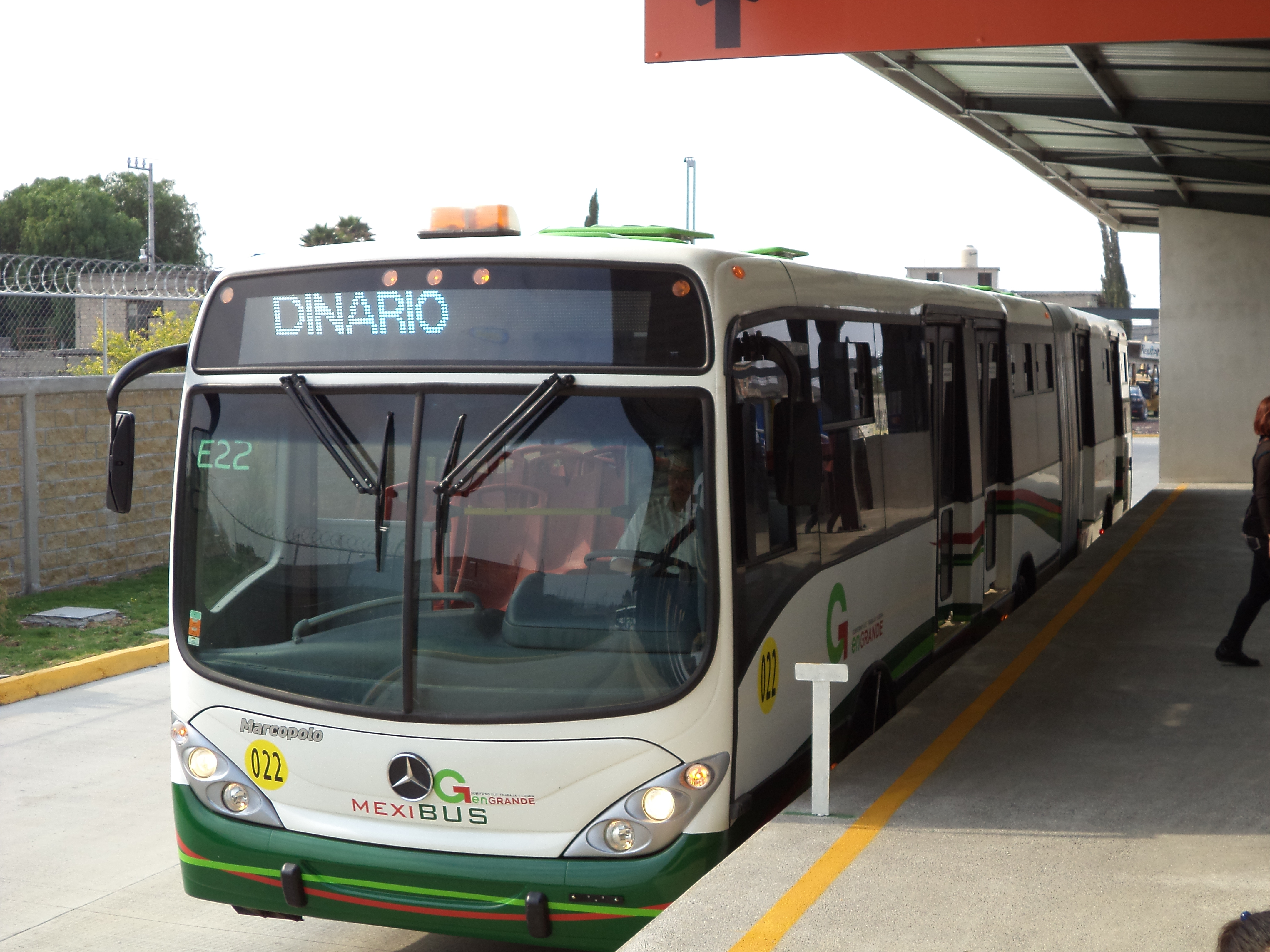
Terminal del Mexibús en Chimalhuacán.

El municipio cuenta con la Línea 3 del Mexibús Pantitlán–Chimalhuacán, cual en el municipio se encuentran las siguientes estaciones: Chimalhuacán, Acuitlapilco, Refugio, Los Patos, San Pablo, Ignacio Manuel Altamirano, Santa Elena, Embarcadero, La Presa, Canteros, Las Flores, Guerrero Chimalli y Las Torres. Así como transporte público ofrecido por camiones suburbanos, microbuses y camionetas van, que también éstas llegan a diferentes lugares de Chimalhuacán y de Nezahualcóyotl (Pantitlán–Clínica 25), la cual permite colindar con los municipios de su alrededor.
Ahora con el nuevo transporte que el gobierno del Estado de México que puso en marcha «Mexibús» se han facilitado los accesos entre el municipio de Chimalhuacán y el centro de la Ciudad de México, los recorridos que habitualmente eran de más de 1 hora se llegaron a reducir a 25 a 60 minutos, dependiendo del itinerario que se elija que a su vez han beneficiado a más de 130 mil habitantes tanto de la Ciudad de México como de los municipios Nezahualcóyotl y Chimalhuacán logrando una conexión con el centro de la ciudad de mayor y mejor flujo de usuarios. La línea 3 del Mexibús se constituye por 25 estaciones y se ofrece en tres itinerarios: Ordinario: Pantitlán-Chimalhuacán (27 paradas, y su recorrido consta aproximadamente de 45 a 60 minutos. Express-1 Pantitlán-Chimalhuacán (14 paradas), y su recorrido consta aproximadamente de 30 a 45 minutos. Express-2 Pantitlán-Chimalhuacán (8 paradas), y su recorrido consta aproximadamente de 25 a 35 minutos.
Otro medio de transporte del municipio es “ El Mototaxi”, que consta de una motocicleta a la cual se le ha adicionado una cabina, que se le conoce como “Calandría”, siendo un transporte de carga menor, económico y recurrente en el municipio.